# Geórgiosz Akropolitész
Geórgiosz Akropolitész (ógörögül: Γεώργιος Ἀκροπολίτης, újgörög Jeórjiosz Akropolítisz, latinul: Georgius Acropolites), (Konstantinápoly, 1217/1220 – Konstantinápoly, 1282 augusztusa) középkori bizánci történetíró.

## Élete és művei
Akropolitész a Nikaiába menekült császári udvarban magas méltóságot viselt, egy ízben pedig – ugyan kevés sikerrel – hadsereget is vezetett. VIII. Mikhaél bizánci császár alatt a fővárosi felsőoktatás újjászervezését bízták rá, 1274-ben pedig ő írta alá a második lyoni zsinaton a császár nevében a katolikus–ortodox egyházi unió okmányát.
Krónikája Nikétasz Khóniatész művének folytatása, és időben 1203-tól (Konstantinápoly elfoglalása a keresztesek által) 1261-ig (Konstantinápoly visszafoglalása) terjed. Biztos tájékozódása az eseményekben, politikai és katonai szakértelme, alapos műveltsége egyaránt hozzájárult ahhoz, hogy írása tárgyilagos, jól szerkesztett és hiteles beszámoló legyen. A bizánci történetírók közül ő volt az utolsó, aki egy sikeres korszak történetét írhatta meg, szemlélete ennek megfelelően optimistaː a Gondviselés akaratát és működését látja a birodalom restaurálásában. Akropolitészt elődeitől és utódaitól megkülönbözteti a tartózkodó, retorikus díszítést és pátoszt mellőző stílusa.

## Művei magyarul
- részletek INː (szerk.) Simon Róbert – Székely Magda – Dimitriosz Hadziszː A bizánci irodalom kistükre, Európa Könyvkiadó, Budapest, 1974, ISBN 963-07-0345-9, 219–225 p